# إسماعيل يفصح
إسماعيل يفصح (1962-1993) صحفي جزائري اغتيل في الفترة الدموية التي شهدتها الجزائر المعروفة با العشرية السوداء يوم 18 أكتوبر 1993.

## دراسته أعماله
ولد إسماعيل يفصح يوم 29 أكتوبر 1962 بقرية ثالة عمارة التابعة لبلدية تيزي راشد بولاية تيزي وزو شرقي العاصمة الجزائر.
تخرج من معهد العلوم السياسية والعلاقات الدولية والتحق نهاية الثمانينات بالمؤسسة العمومية للتلفزيون، إذ اشتغل صحافيا بالقسم الوطني، قبل أن ينتقل إلى تقديم النشرات الإخبارية باللغة العربية كنشرة الثامنة في التلفزيون الجزائري. قام إسماعيل بتغطية عدة أحداث التي شهدتها الجزائر والعالم كحرب الخليج الثانية سنة 1991.

## اغتياله
اغتيل إسمعيل يفصح في 18 أكتوبر 1993 بينما كان يهم للذاهب لعمله بالحي الذي يقطن فيه بباب الزوار بعد أيام قليلة فقط من زفافه.
وفي عام 2011 وبالذكرى الثامنة عشرة لاغتياله أقيمت في حيه لوحة تذكارية تخليدا له واطلق اسمه على الحي.